# Atrephes phocea
Atrephes phocea är en fjärilsart som beskrevs av Jones 1908. Atrephes phocea ingår i släktet Atrephes och familjen nattflyn. Inga underarter finns listade i Catalogue of Life.